# 飯能駅

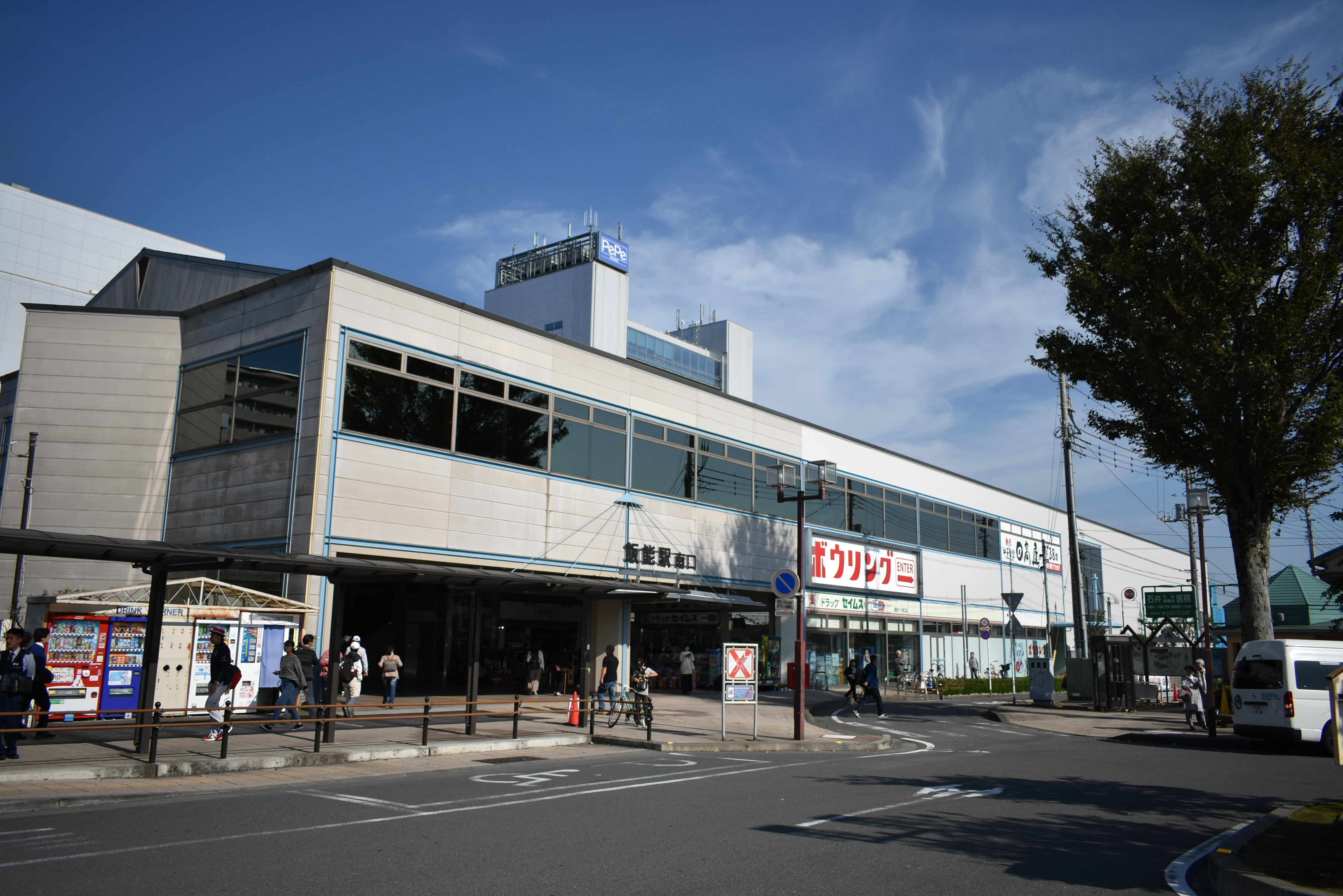
南口（2019年11月）

飯能駅（はんのうえき）は、埼玉県飯能市仲町にある、西武鉄道池袋線の駅である。駅番号はSI26。
管区長配置駅であり、「飯能駅管区」として武蔵藤沢駅 - 高麗駅間の各駅を管理している。

## 概要
折り返し形のスイッチバック方式に線路が配置されていることや、かつて貨物の取り扱いが盛んであったことから広い構内となっている。セメント輸送が無くなり線路や設備はある程度整理され、駅西側には貨物の取り扱いをしていた頃に機関車などが使った機回し線が長らく残存していたが、撤去されて消防署の敷地の一部となっている。
北口側には西武飯能ステーションビルが建設され、西武プロパティーズが運営するショッピングモール「西武飯能ぺぺ」（飯能PePe）などがある。以前は「飯能プリンスホテル」もあったが、現在は「ホテル・ヘリテイジ飯能sta.」となっている。また、南口が追設され利便性が向上した。
駅の構造の関係から列車のかなりの本数が当駅折り返しであるが、当駅 - 吾野駅間も池袋線である。東京地下鉄（東京メトロ）有楽町線・副都心線からの直通運転は、最遠で当駅までとなる（土休日の「S-TRAIN」及び回送列車は除く）。

## 歴史
- 1915年（大正4年）4月15日 - 開業[1]。
- 1929年（昭和4年）9月10日 - 吾野までの開業により途中駅となる。
- 1988年（昭和63年）12月5日 - 池袋線飯能 - 吾野間を運行系統上分割。池袋方面および西武秩父方面の起・終点となる[4]。
- 1989年（平成元年）12月11日 - 橋上駅舎化により新たに南口を開設。同時に従来の駅出入口は北口と称することになる。
- 1992年（平成4年）
  - 5月28日 - 南北自由通路使用開始。
  - 10月23日 - 西武飯能ステーションビル開業[3][5]。
- 1998年（平成10年）3月 - 笠縫信号場（二代目） - 当駅間複線化、路線図上では池袋 - 飯能間複線化（但し、当駅構内に単線部分残存）。
- 2001年（平成13年） - 改札口の有人通路をオープンカウンター式に変更。
  - 12月6日 - 当駅構内に残存していた単線部分350mを複線化、池袋 - 飯能間完全複線化。
- 2019年（平成31年）3月9日 - リニューアルが完了[6]。

## 駅構造
単式ホーム1面1線、島式ホーム2面3線に駅南側に側線3線を有する地上駅であり、橋上駅舎である。
南口側から1番ホーム・2番ホームの順に付番され、北口側が特急専用の5番ホームである。西武秩父方面の列車が主に入線する2・3番ホームは1本の線路の両側に位置しており、車両両側の扉を開けることで1・4番ホームに入線する池袋方面の列車と対面乗り換えができるように工夫されている。
駅東側の線路配線は池袋・西武秩父方面の列車が同時到着・発車ができるように改良された。
かつての貨物輸送に使用した側線や引き上げ線が駅南側や西側に残されているが、引き上げ線との境にあった「久下稲荷踏切」は撤去されている。
改札内コンコースの5番ホーム側には中間改札があり、ここで特急券の所持をチェックしている。5番ホーム入口の係員に特急券（のみ）を見せて通過（ホームに入場）する形式となっている。特急券チケットレスサービスSmoozの場合は係員に購入履歴画面を提示して通過する。中間改札手前にも特急券の券売機があり、コンコースでも特急券を購入することができる。
トイレは改札内コンコースにある。ユニバーサルデザインの一環として多機能トイレも併設されている。多機能トイレ内に非常用の係員呼び出しボタンは設置されていない。
有料座席指定列車「S-TRAIN」は、土曜・休日ダイヤのみ当駅に入線し、上下列車とも停車する。また、1往復分は当駅発着となる。

### 配線図
| ← 池袋方面                    | 西武鉄道 飯能駅 構内配線略図 |  |
|                               | ↓ 吾野方面                   |  |
| 凡例 出典: 2001年12月15日現在 |                              |  |

### のりば
| ホーム | 路線                | 方向 | 行先                               | 備考                                                       |
| ------ | ------------------- | ---- | ---------------------------------- | ---------------------------------------------------------- |
| 1 - 4  | 池袋線 （一般種別） | 上り | 所沢・池袋・新木場・渋谷・横浜方面 | 池袋方面は主に1・4番ホーム、西武秩父方面は主に2・3番ホーム |
| 1 - 4  | 池袋線 （一般種別） | 下り | 吾野・西武秩父方面                 | 池袋方面は主に1・4番ホーム、西武秩父方面は主に2・3番ホーム |
| 5      | 池袋線 （特急）     | 上り | 所沢・池袋方面                     | 中間改札設置                                               |
| 5      | 池袋線 （特急）     | 下り | 西武秩父方面                       | 中間改札設置                                               |

（出典：西武鉄道:駅構内図）
- 2001年（平成13年）12月14日までは1 - 5番ホームの付番が逆（特急ホームが1番ホーム）だった。なお全ホームとも10両編成までの入線に対応している。
- 2022年ダイヤ改正より副都心線直通は朝夕のみの設定である。
- 特急列車は、大半が5番ホーム発着となるが、2022年ダイヤ改正以降は西武秩父方面との接続を図る関係で、一部列車が4番ホームに到着し、折り返しは回送となる。また土曜・休日ダイヤに運転されているS-TRAINは、西武秩父行きのみ特急ホームの5番ホームへ発着する。
- 5番ホーム及び1番ホームに隣接する側線は、不定期で運転する武蔵丘車両検修場への入場・出場列車や回送列車にも用いられる。

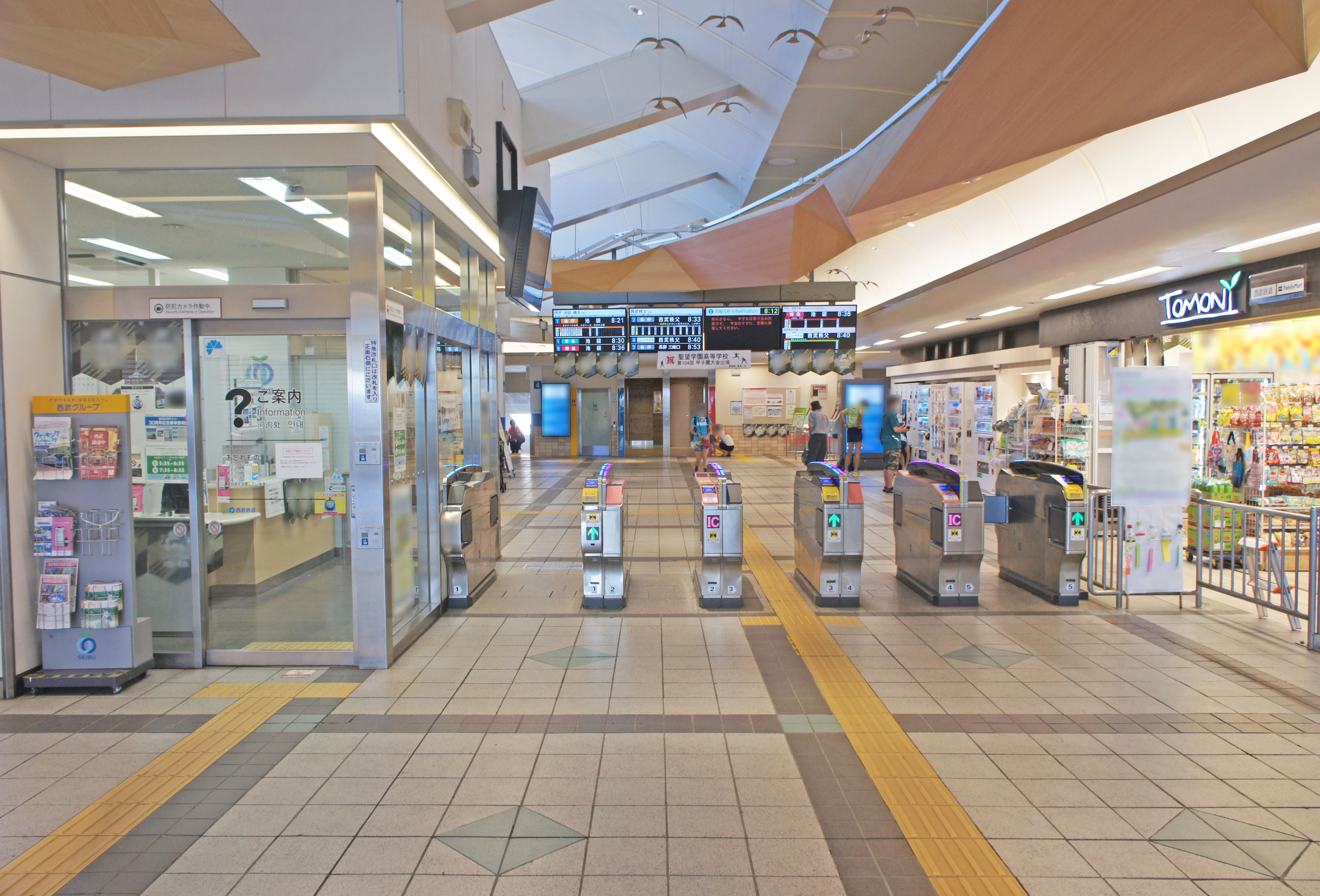
改札口（2022年7月）
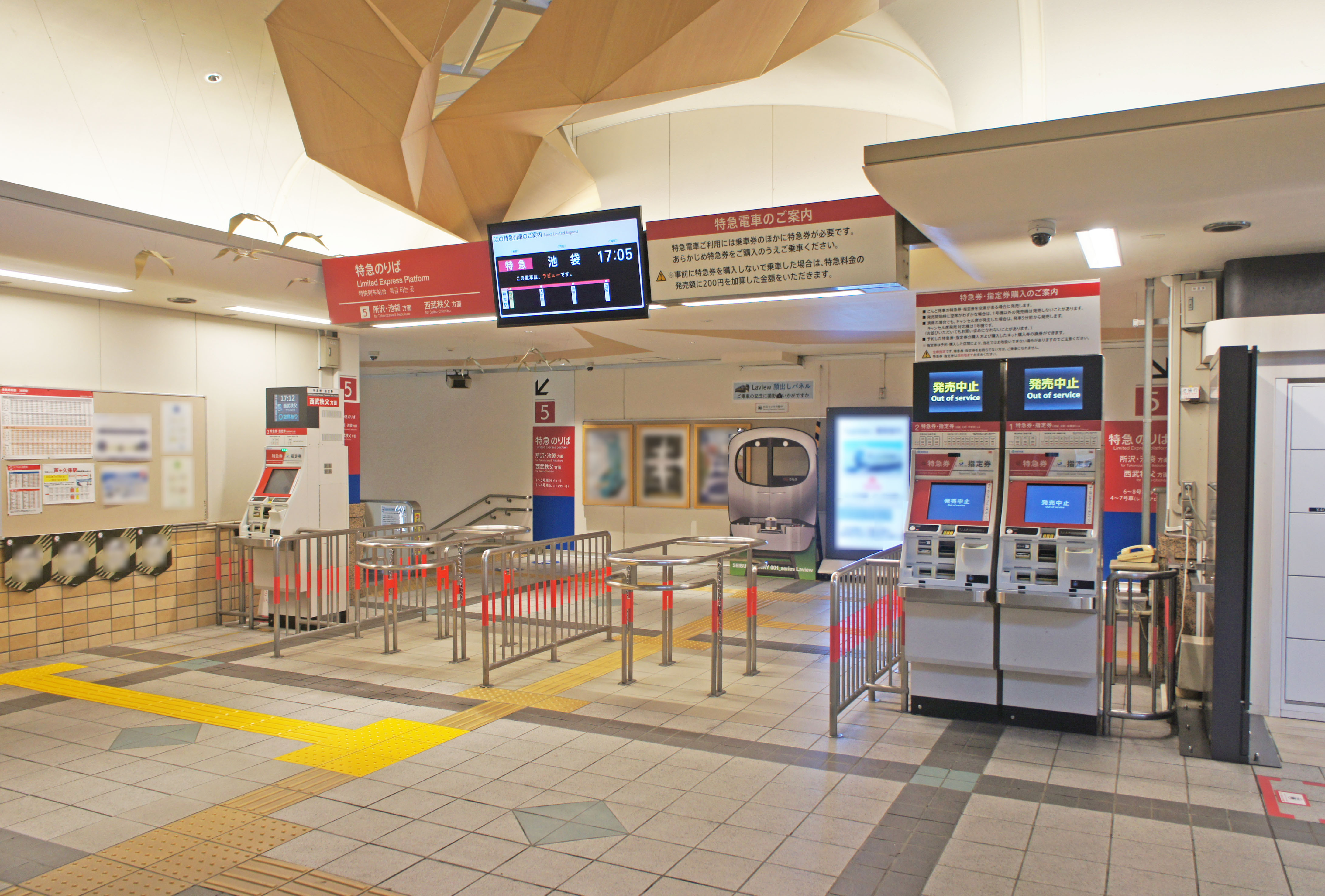
中間改札（2022年7月）
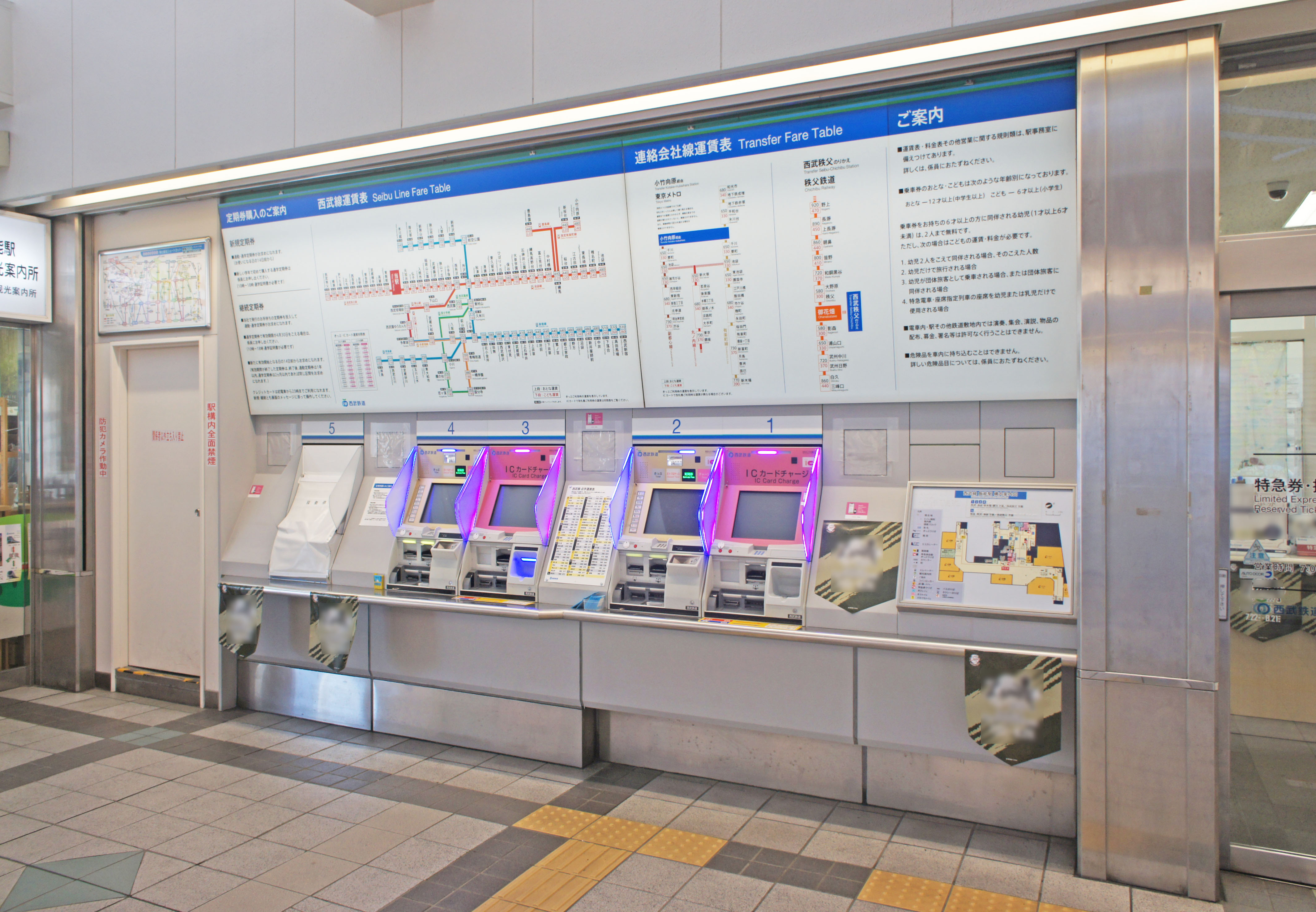
自動券売機（2022年7月）
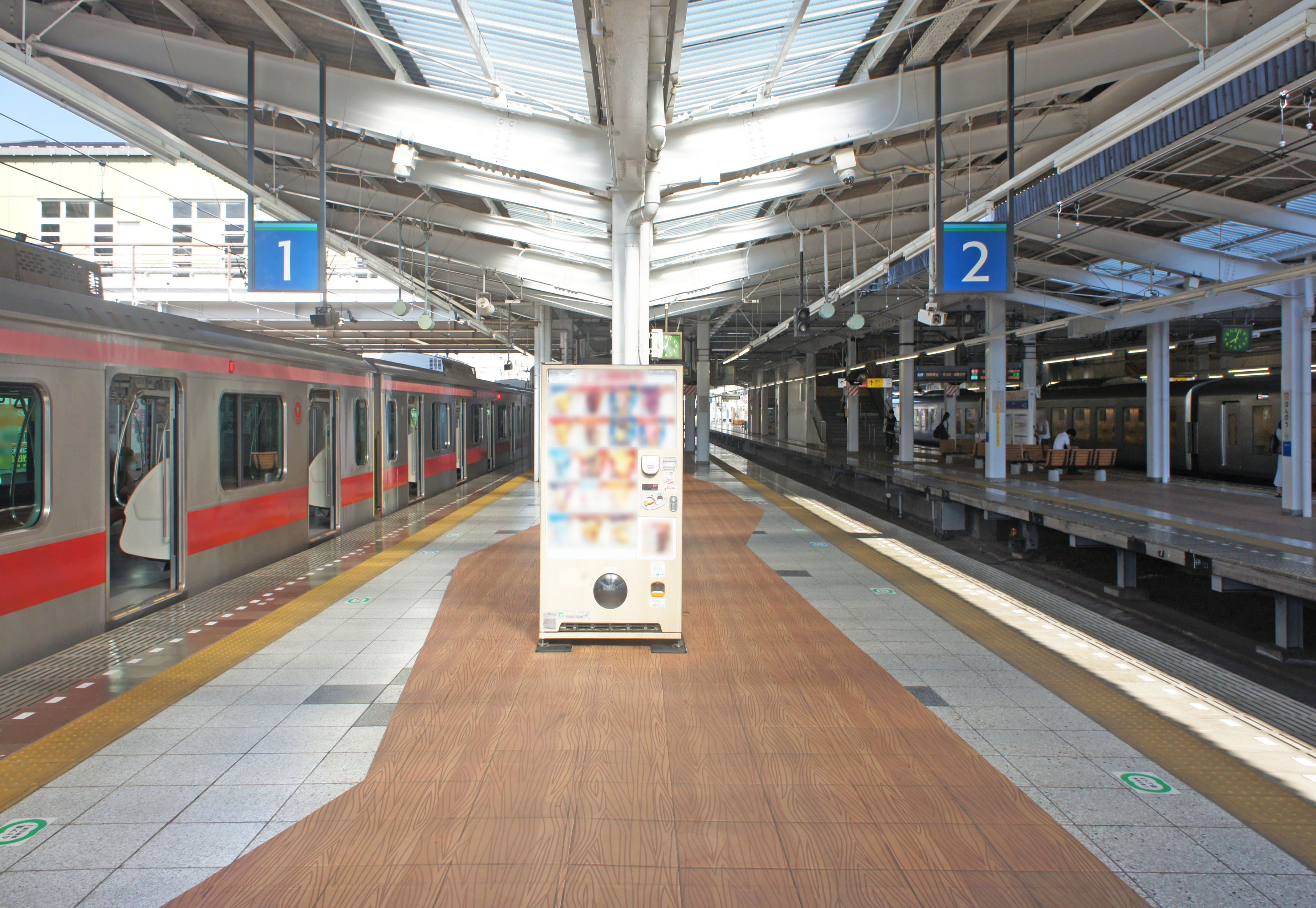
1・2番ホーム（2022年7月）
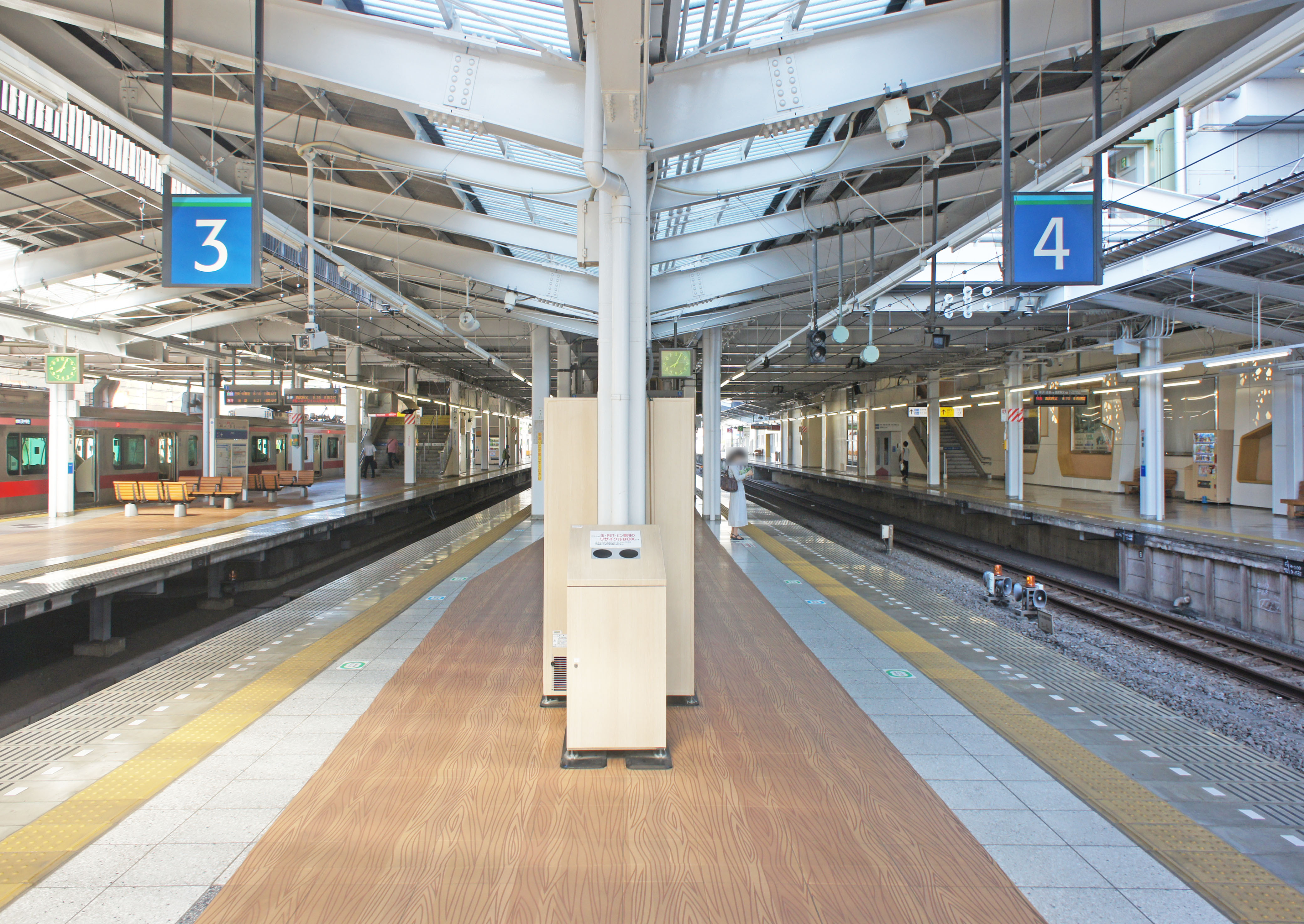
3・4番ホーム（2022年7月）
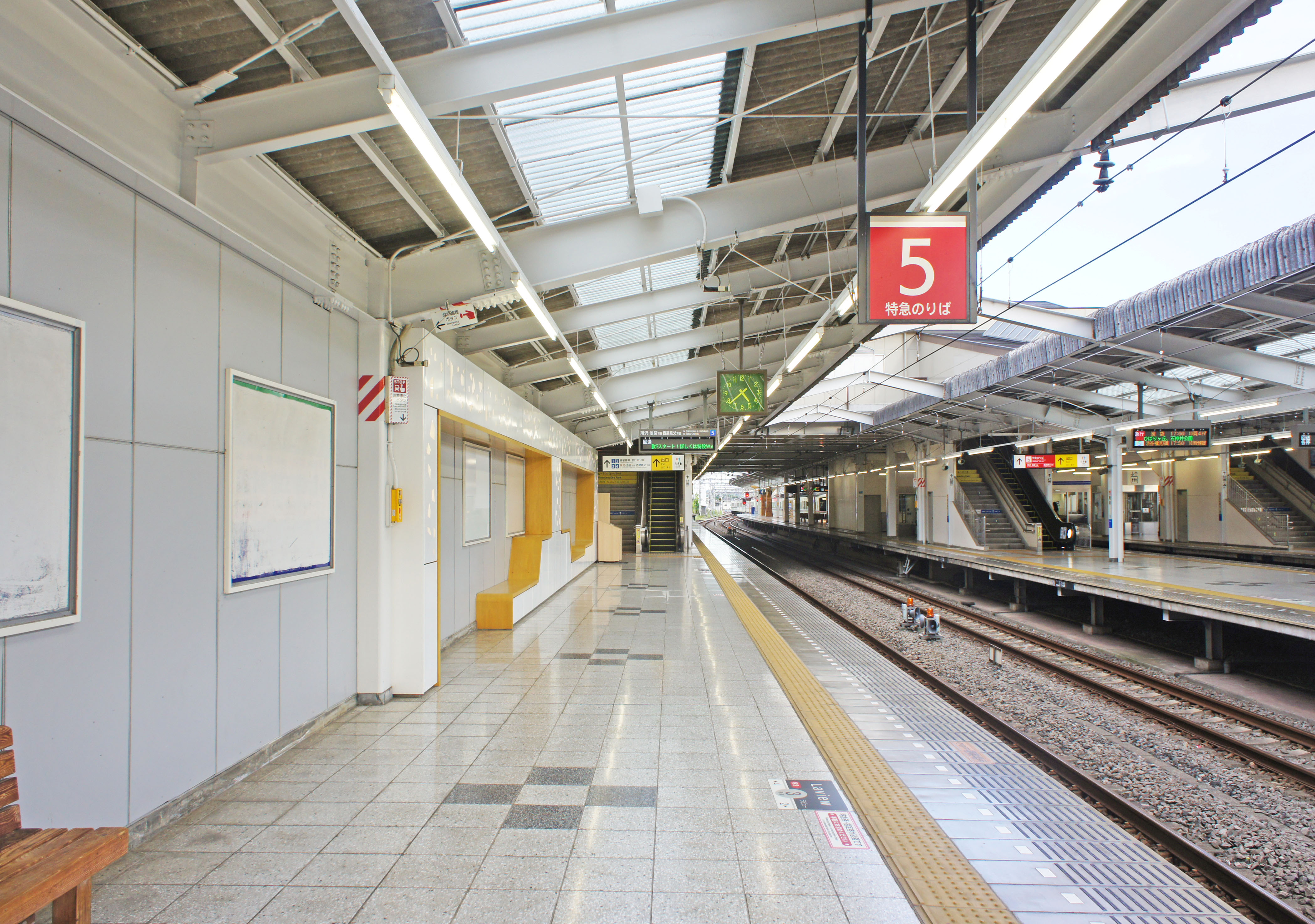
5番ホーム（2022年7月）
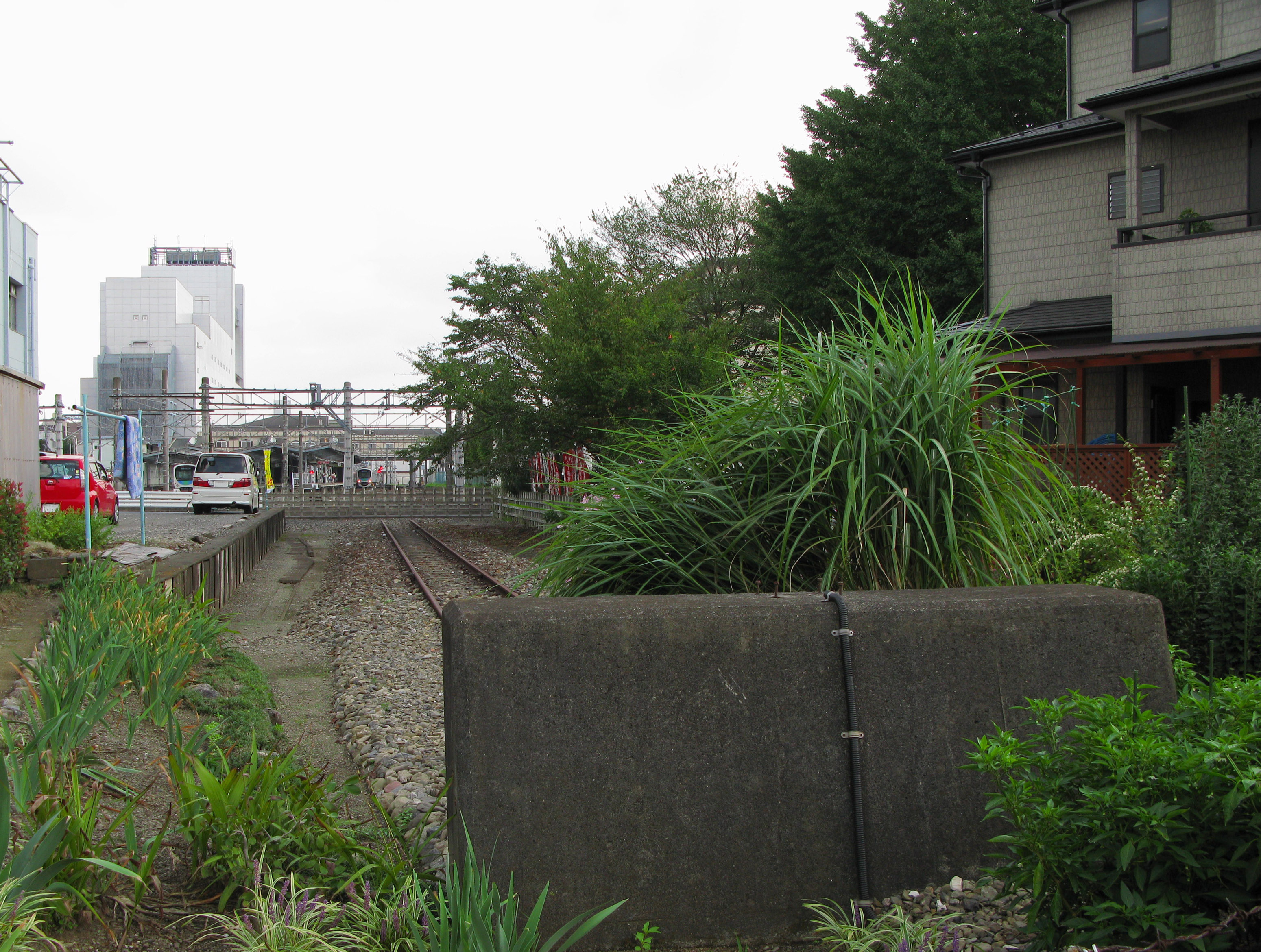
機回し線跡の車止め（2010年10月）

### 駅ビル・構内店舗
構内店舗の詳細は西武プロパティーズ公式サイト「飯能駅の店舗情報」を参照。
- 飯能ステーションビル
  - 西武飯能PePe - 出店店舗の詳細は公式サイト「フロアガイド」を参照。
  - ヘリテイジ・リゾーツ飯能（旧・飯能プリンスホテル）
飯能プリンスホテルの飲食部門が2010年に熊谷市でホテルを経営するヘリテイジに移管され、ヘリテイジ・リゾーツ飯能となった[9][10]のに続き、宿泊部門についても2012年10月にヘリテイジに移管され[9]、ヘリテイジ・リゾーツ飯能と併せ「ホテル・ヘリテイジ飯能」となった[10][11]。
- TOMONY飯能店
- 飯能市役所 飯能駅サービスコーナー
- スポルト飯能ボウル
- 日高屋 飯能駅南口店

## 利用状況
- 西武鉄道 - 2024年度の1日平均の乗降人員は27,920人である[西武 1]。
西武鉄道全92駅中33位。2005年度 - 2009年度はおおむね34,000人台で推移していたが、2010年度は大きく減少した。乗換駅である東飯能駅より多い。

近年の1日平均乗降人員および乗車人員の推移は下記の通り。
| 年度               | 1日平均 乗降人員 | 1日平均 乗車人員 | 出典              |
| ------------------ | ---------------- | ---------------- | ----------------- |
| 1990年（平成02年） | 33,587           | 16,877           |                   |
| 1991年（平成03年） | 35,392           | 17,786           |                   |
| 1992年（平成04年） | 37,830           | 19,068           |                   |
| 1993年（平成05年） | 39,139           | 19,726           |                   |
| 1994年（平成06年） | 40,119           | 20,181           |                   |
| 1995年（平成07年） | 40,782           | 20,487           |                   |
| 1996年（平成08年） | 40,620           | 20,362           |                   |
| 1997年（平成09年） | 39,537           | 19,858           |                   |
| 1998年（平成10年） | 38,389           | 19,270           |                   |
| 1999年（平成11年） | 37,796           | 18,930           | [ 埼玉県統計 1 ]  |
| 2000年（平成12年） | 37,156           | 18,566           | [ 埼玉県統計 2 ]  |
| 2001年（平成13年） | 36,370           | 18,127           | [ 埼玉県統計 3 ]  |
| 2002年（平成14年） | 35,768           | 17,810           | [ 埼玉県統計 4 ]  |
| 2003年（平成15年） | 35,462           | 17,637           | [ 埼玉県統計 5 ]  |
| 2004年（平成16年） | 35,075           | 17,447           | [ 埼玉県統計 6 ]  |
| 2005年（平成17年） | 34,822           | 17,342           | [ 埼玉県統計 7 ]  |
| 2006年（平成18年） | 34,858           | 17,395           | [ 埼玉県統計 8 ]  |
| 2007年（平成19年） | 34,668           | 17,308           | [ 埼玉県統計 9 ]  |
| 2008年（平成20年） | 34,709           | 17,321           | [ 埼玉県統計 10 ] |
| 2009年（平成21年） | 34,106           | 17,001           | [ 埼玉県統計 11 ] |
| 2010年（平成22年） | 32,932           | 16,484           | [ 埼玉県統計 12 ] |
| 2011年（平成23年） | 32,293           | 16,211           | [ 埼玉県統計 13 ] |
| 2012年（平成24年） | 32,463           | 16,032           | [ 埼玉県統計 14 ] |
| 2013年（平成25年） | 32,897           | 16,441           | [ 埼玉県統計 15 ] |
| 2014年（平成26年） | 32,087           | 16,032           | [ 埼玉県統計 16 ] |
| 2015年（平成27年） | 32,094           | 16,006           | [ 埼玉県統計 17 ] |
| 2016年（平成28年） | 31,860           | 15,892           | [ 埼玉県統計 18 ] |
| 2017年（平成29年） | 32,101           | 16,005           | [ 埼玉県統計 19 ] |
| 2018年（平成30年） | 32,592           | 16,253           | [ 埼玉県統計 20 ] |
| 2019年（令和元年） | 32,929           | 16,433           | [ 埼玉県統計 21 ] |
| 2020年（令和02年） | 21,743           | 10,844           | [ 埼玉県統計 22 ] |
| 2021年（令和03年） | 23,536           |                  |                   |
| 2022年（令和04年） | 26,414           |                  |                   |
| 2023年（令和05年） | 27,530           |                  |                   |
| 2024年（令和06年） | 27,920           |                  |                   |

## 駅周辺

### 北口
- 東飯能駅 (徒歩約10分)
- 飯能警察署飯能駅交番
- 飯能銀座商店街 - 商店街が一体となって、さまざまなキャンペーンが行われている。
- 飯能市立図書館
- 飯能市中央公民館
- 飯能市立こども図書館
- 飯能市市民会館
- 飯能市郷土館
- みずほ銀行飯能支店
- 埼玉りそな銀行飯能支店
- 飯能信用金庫飯能中央支店
- 武蔵野銀行飯能支店
- 東和銀行飯能支店
- Jトラストグローバル証券飯能支店
- 飯能郵便局
- 飯能八幡郵便局
- 丸広百貨店飯能店 - 2009年9月11日から東飯能駅前に移転し、新「飯能店」として開業。
- スーパーバリュー飯能店
- ヤオコー飯能店
- メッツァ
- 飯能河原
- 埼玉県道70号飯能下名栗線（通称:名栗街道）
- 東京都道・埼玉県道218号二本木飯能線
- 埼玉県道228号飯能停車場線
- 国道299号
- 国際興業バス飯能営業所
- 大川学園医療福祉専門学校
- 大川学園高等学校
- 聖望学園中学校・高等学校

### 南口
- 東京都道・埼玉県道218号二本木飯能線
- 入間川
- 埼玉西部消防組合飯能日高消防署稲荷分署
- 飯能中央病院
- デルパラ5飯能店（旧：サビア飯能）

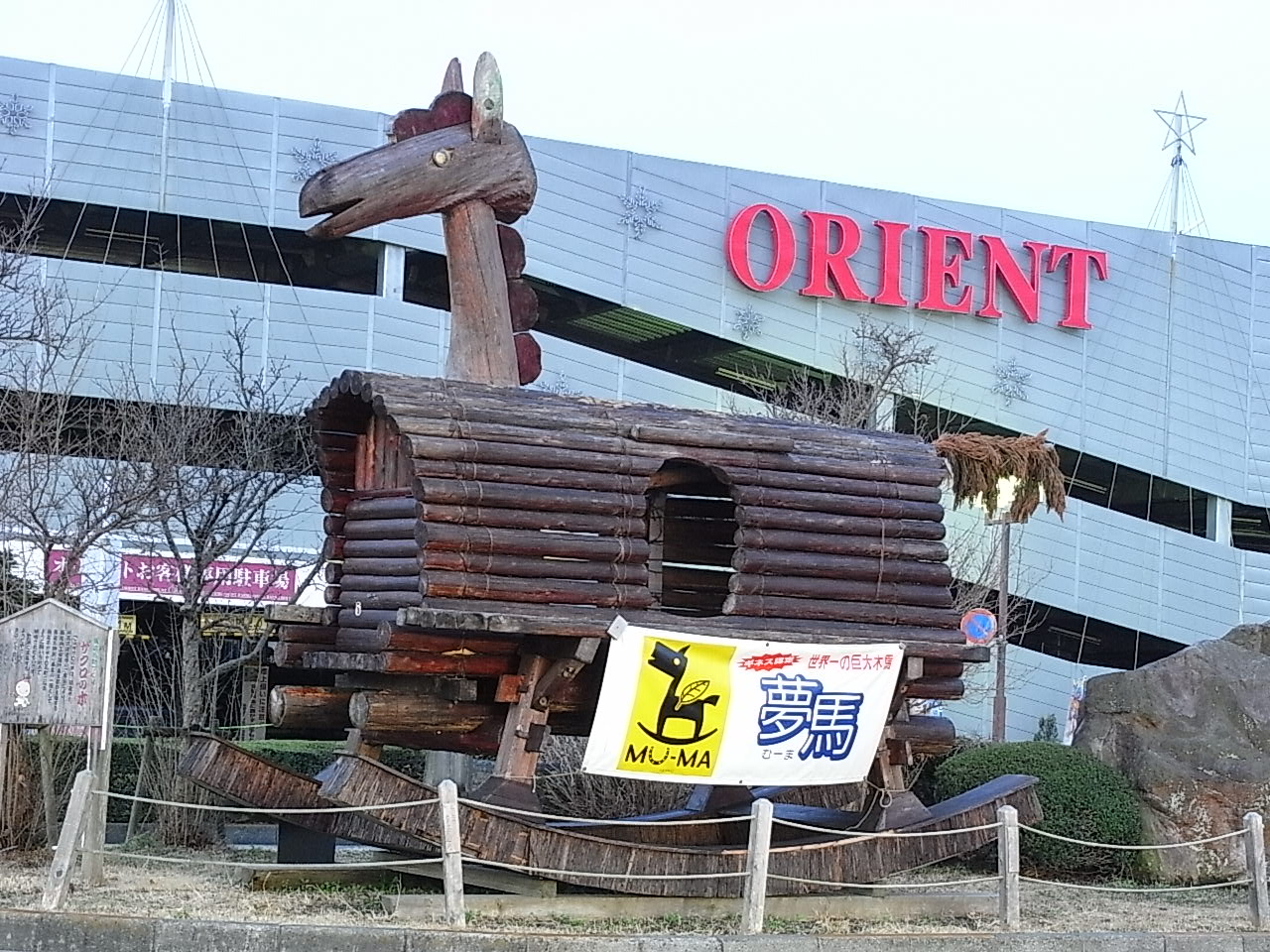
南口ロータリーの中央には、夢馬（むーま）という世界一大きい木馬が2004年7月に設置された。2005年にギネス・ワールド・レコーズ認定されている。

  - 飯能駅南口郵便局 - デルパラ飯能店2階
- 駿河台大学
- 自由の森学園中学校・高等学校

## バス路線
西武バス・国際興業バス・イーグルバスの路線が発着する。

### 北口
| 乗り場 | 運行事業者                         | 系統・行先 | 備考                                             |
| ------ | ---------------------------------- | --- | ------------------------------------------------ |
| 1      | 西武バス 国際興業バス イーグルバス | ｍ01：メッツァ | 共同運行                                         |
| 1      | イーグルバス                       | H10・H10-1：武蔵高萩駅 |                                                  |
| 2      | 国際興業バス                       | 飯07・飯30：西武飯能日高 飯12-2：こまニュータウン循環 医大31：埼玉医大（毛呂山） 医大32：埼玉医大国際医療センター                          | 「飯30」は深夜バスあり 「医大32」は平日朝2本のみ |
| 3      | 国際興業バス                       | 飯01・飯01-2：湯の沢 飯02・飯02-2：名栗車庫 飯03・飯03-2：名郷 飯04・飯05：中藤（青石橋）・中沢 飯06：上赤沢 飯11：間野黒指 飯15：双柳循環 |                                                  |
| 3      | 西武バス                           | 狭山25・狭山26：狭山市駅西口 |                                                  |

### 南口
| 乗り場 | 運行事業者 | 系統・行先                                                                                         | 備考                   |
| ------ | ---------- | -------------------------------------------------------------------------------------------------- | ---------------------- |
| 1      | 西武バス   | 飯20：美杉台ニュータウン 飯21：ユーエイキャスター前（大河原工業団地東） 飯22：クラウンパッケージ前 | 「飯20」は深夜バスあり |
| 2      | 西武バス   | 飯41-1：東青梅駅 飯42：岩井堂                                                                      | 「飯42」は夜のみ       |

## 付記

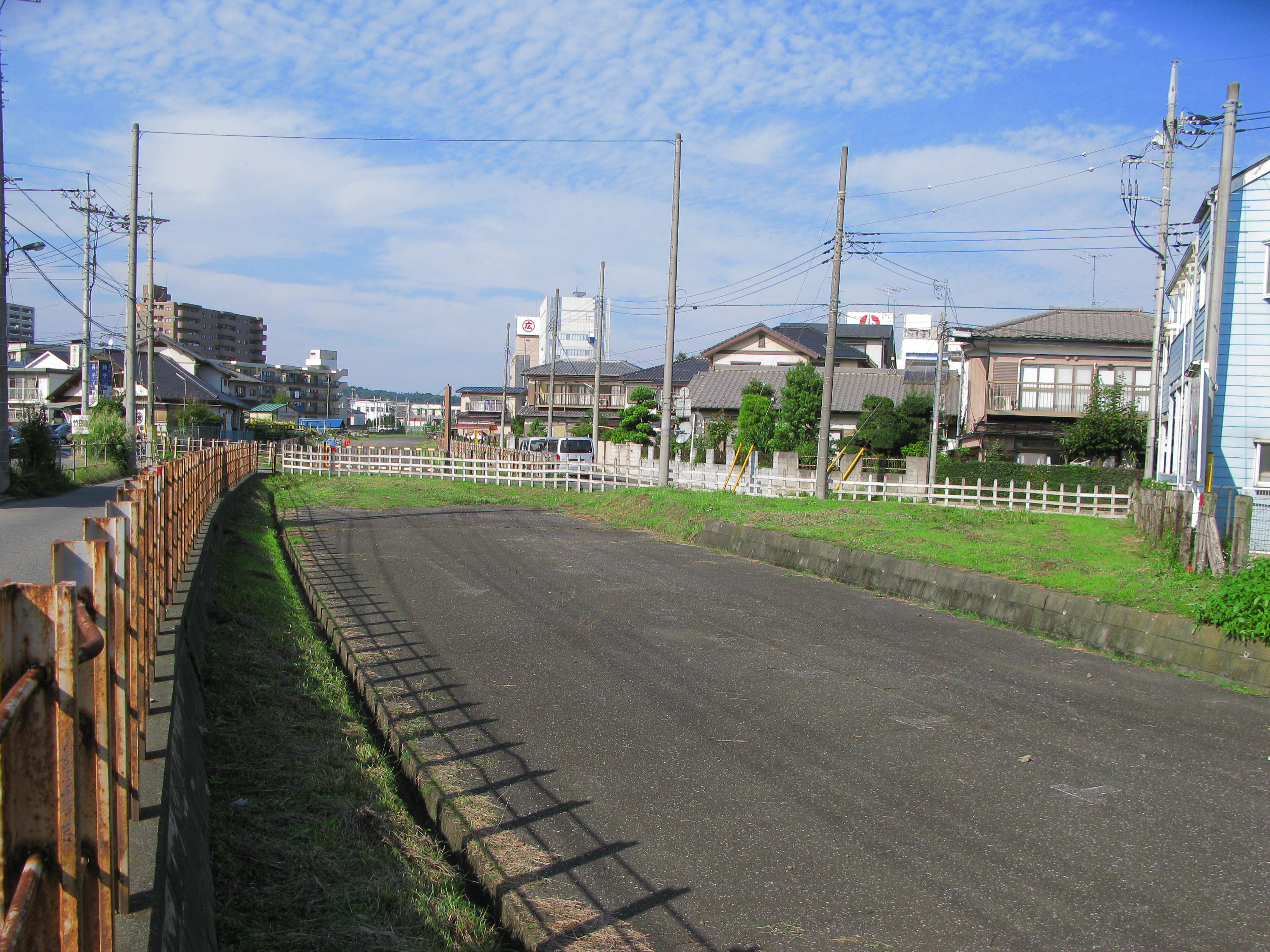
飯能短絡線

- 笠縫信号所（2代目）付近から東飯能駅へ直接乗り入れる連絡線の計画があり、用地は確保され、所沢方面⇔西武秩父方面への貨物列車や直通特急が通過できるように考えられていた。同時に西武グループの「武蔵丘分譲地」計画による新駅「武蔵丘」（武蔵丘信号場の位置）の設置も構想された。しかし、貨物列車はすでに廃止され、特急の本数も少なく、飯能市などの通過反対意見も根強いことや、景気の後退と地元の反対による分譲地計画の中止もあり、工事は中断されている。ただし、西武鉄道としては「将来、武蔵丘車両基地や武蔵丘車両検修場との回送や工場の入・出場往来のメリットがある」として、あくまで「工事は『休止』」と表明している。
- かつては元加治までの間にある八高線との交差付近に笠縫信号所（信号場）が設けられており、ここから飯能側が単線であった。これは八高線の橋脚間の広さが単線分しかなかったためである。その後、八高線の橋梁改築や複線化用地確保によって西武線の複線区間が延伸し、同信号所は1988年9月当駅寄りに移設された[13]。1998年3月、複線・単線を繋ぐ線路設備は再度移設され場所は飯能駅構内となり、当信号場は廃止された[14]。沿線に民家が建て込み単線分の敷地しかなかったため、2001年12月までは飯能駅構内（下り基準で飯能駅第一場内信号機と同第二場内信号機との間[15]350m[16]）に単線部分が残っていた[17]。最新版（2022年現在）の『会社要覧2022』の「年譜」では、「2001.12.6 笠縫～飯能間複線運転開始」とあり、飯能駅構内の単線部分の両端を「笠縫」[注釈 1]「飯能」と表記している。
- 宮沢湖周辺でムーミンのテーマパーク「メッツァ」が建設されることに伴い、最寄りとなる当駅では駅内装のリニューアル工事が実施される[18]。2019年3月9日に竣工[6]。

## 隣の駅
西武鉄道
 池袋線
- ■特急「ちちぶ」・□S-TRAIN停車駅、■特急「むさし」発着駅

■快速急行（当駅から西武秩父側は定期列車の設定なし。設定上は当駅 - 西武秩父駅間の各駅に停車）
入間市駅 (SI23) - 飯能駅 (SI26)
■各駅停車（定期列車では当駅を境に元加治方・東飯能方双方に折り返し）
元加治駅 (SI25) - 飯能駅 (SI26) -  東飯能駅 (SI27)
■急行・■通勤急行（上りのみ運転）・■快速・■準急
元加治駅 (SI25) - 飯能駅 (SI26)
- 小手指以西の通勤準急の定期運用は2008年6月14日のダイヤ改正をもって休止され、2013年3月16日の改正をもって停車駅表からも削除された。
- 芝桜鑑賞期間と秩父夜祭開催時には、臨時列車として東飯能側へも急行・準急が延長運行されることがある。この場合、東飯能方面も各駅に停車する。